# K.u.k. Militär-Automobilwesen

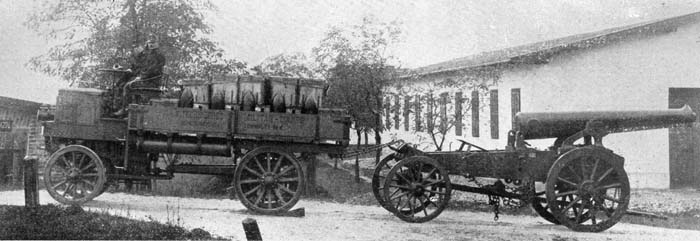
Der erste Lkw im Jahr 1898

Das k.u.k. Militär-Automobilwesen war eine Institution der Österreichisch-Ungarischen Landstreitkräfte.
Übergeordnete Dienststelle war die „k.u.k. Automobilabteilung“ mit Sitz in der Pionierkaserne in Klosterneuburg. Sie war 1902 aufgestellt worden und unterstand der k.u.k. Verkehrstruppenbrigade. Die Automobilabteilung war für die Ausbildung der Fahrmannschaft und die Verwaltung der ärarischen Kraftfahrzeuge verantwortlich. Kommandant im Juli 1914 war der Hauptmann Maximilian Bulla vom Sappeurbataillon 14.

## Anfänge
Schon früh hatte man in der k.u.k. Militärführung erkannt, dass der Nachschub in einem zukünftigen Krieg nicht allein mit der Bahn und mit Pferdefuhrwerken zu bewältigen sein würde. Der Aufschwung des Automobilwesens in den letzten Jahren des 19. Jahrhunderts veranlasste die österreichisch-ungarische Militärverwaltung bereits 1898, einen Lastkraftwagen anzuschaffen. Es war dies der erste Lkw mit Benzinmotor beim Militär der Großmächte und war bei Kriegsausbruch 1914 noch im Dienst. Die am 11. August 1899 gegründete „Österreichische Daimler Motoren Commanditgesellschaft Bierenz Fischer & Co.“ produzierte annähernd baugleiche Fahrzeuge. Die mit diesem ersten Fahrzeug gemachten Erfahrungen, besonders die im Anhängerbetrieb gegenüber dem Pferdefuhrwerk beträchtlich gesteigerten Transportkapazitäten, veranlassten die Militärverwaltung zur Aufstellung einer Automobilabteilung als Kaderverband.

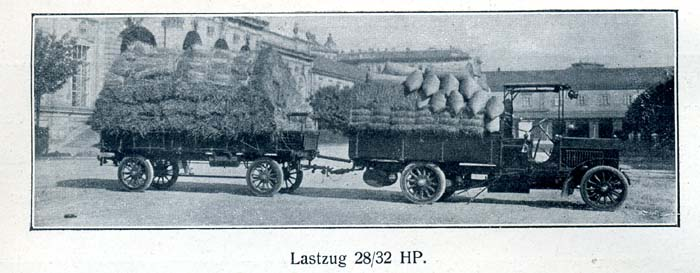
7-Tonnen-Anhängerzug

Es wurden zwei Typen von Lastkraftwagen eingeführt:
- Typ 3,5 t Tragfähigkeit (2,5 t auf der Zugmaschine, 1 t auf dem einachsigen Anhänger, Anhängekarren genannt.) Der Motor leistete 35 PS, die durchschnittliche Höchstgeschwindigkeit lag bei 20 km/h

- Typ 7 t Tragfähigkeit (4 t auf der Zugmaschine, 3 t auf dem zweiachsigen Anhänger – Anhängewagen genannt.) Der Motor leistete 40 PS, die durchschnittliche Höchstgeschwindigkeit lag bei 16 km/h

Nach umfangreichen Versuchen durch die Automobilversuchsabteilung wurden die Lastwagen auch als Zugfahrzeuge für z. B. Geschütze oder als Militär-Beleuchtungswagen mit einem angehängten Scheinwerferkarren eingesetzt.
Da es der Militärverwaltung aus Kosten- und aus Platzgründen nicht möglich war, alle für den Mobilmachungsfall benötigten Lastkraftwagen vorzuhalten, wurde das System der Subventionierung angewandt. Dazu wurden auf Antrag eines Privatunternehmens, das einen oder mehreren der 3,5-t-Fahrzeugtypen anschaffen wollte, die Fahrzeuge komplett ausgestattet von der Militärverwaltung übergeben. Die neuen Besitzer mussten dazu einen Teil des Kaufpreises als Ratenzahlung aufbringen, und zwar im ersten bis dritten Jahr der Nutzung je 3000 Kronen und im vierten bis achten Jahr der Nutzung je 2200 Kronen. Danach ging das Fahrzeug endgültig in das Eigentum des Nutzers über.
Für das größere Modell brachte die Militärverwaltung einen Kaufpreis von 26.500 Kronen auf, die Fahrzeuge wurden an die zivilen Nutzer für 16.500 Kronen abgegeben und gingen sofort in deren Eigentum über.
Als Gegenleistung mussten die kleineren Lastkraftwagen für acht, die größeren für sechs Jahre kriegsbereit gehalten und einmalig für eine zwölftägige Friedensübung zur Verfügung gestellt werden. Im Mobilmachungsfall 1914 wurden die Fahrzeuge, wie vertraglich vorgesehen, dann entschädigungslos eingezogen.

## Elektrischer Train
Nachdem feststand, dass eine Erhöhung der Motorleistung zum Ziehen schwerer und schwerster Lasten allein nicht ausreichend war, wurden umfangreich Versuche unternommen, um diesem Mangel abzuhelfen. Als Ergebnis kamen der Allrad- und der Vielradantrieb in Betracht. Bei Letzterem wurde jedes Rad (ausgenommen die Vorderachse des Motorwagens) über einen elektrischen Radnabenmotor einzeln angetrieben. Der elektrische Train (Vielradantrieb) bestand aus dem Motorwagen mit einem Generator, der von einem 150 PS starken Benzinmotor angetrieben wurde, und fünf über die Zuggabeln und Kabel mit dem Motorwagen verbundenen Anhängern. Die zu transportierende Nutzlast betrug insgesamt 30 Tonnen. Entwickelt wurde dieses Fahrzeug von Ferdinand Porsche.

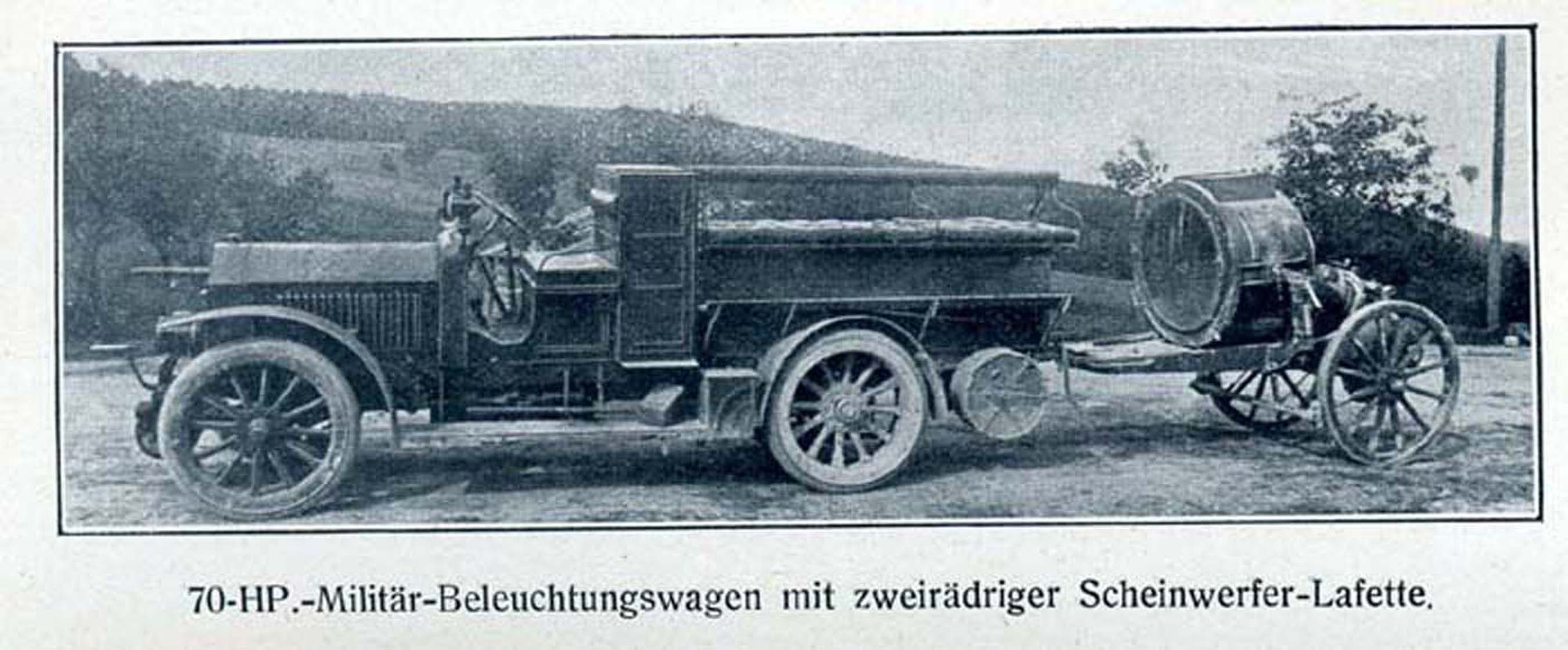
Beleuchtungswagen

## Automobilversuchsabteilung
Die Automobilversuchsabteilung beobachtete alle auf dem Automobilsektor auftretenden Neuerungen und überprüfte sie auf ihre militärische Verwertbarkeit. Sie führte dazu die notwendigen Versuche durch, für die die stattfindenden Manöver genutzt wurden. Sie hatte ihren Sitz in Wien (VI. Bez.) Gumpendorfer Straße 1 (Techn. Militärkomitee-Gebäude).

## Freiwillige Motorkorps
Auch Personenkraftwagen wurden insbesondere von den höheren Kommanden in begrenzter Zahl eingesetzt. Da diese im Mobilmachungsfall ebenfalls nicht ausgereicht hätten, wurden 1908 die „Freiwilligen Motorkorps“ aufgestellt. Sie bestanden aus dem:
- k.k. österreichischen Automobilkorps
- k. ungarischen Automobilkorps
- k.k. Motorfahrerkorps[3]

Die Mitglieder dieser Korps stellten eine Art Miliz dar und verpflichteten sich, bei Manövern und im Kriegsfall mit ihren Privatfahrzeugen Verbindungs- und Meldedienste zu übernehmen.